# Климов, Марк Митрофанович
Марк Митрофанович Климов (1931, Таганрог — 1 сентября 1975, Таганрог) — советский актёр, Заслуженный артист РСФСР.

## Биография
Марк Климов родился в 1931 году в Таганроге. Учился в Таганроге в школе № 3, затем в школе № 2 им. А. П. Чехова, которую окончил в 1949 году.
В 1955 году окончил московский Государственный институт театрального искусства имени А. В. Луначарского. С 1955 по 1960 годы служил артистом Краснодарского краевого драматического театра.
С 1960 года работал актёром в Таганрогском драматическом театре имени А. П. Чехова.
Сыграл Е. К. Львова в чеховском «Иванове», Дергачёва в «Последней жертве» А. Н. Островского, П. С. Щёткина в «Детях Ванюшина» С. Найдёнова и многие другие роли.
29 мая 1971 года постановлением Президиума Верховного Совета РСФСР Марку Митрофановичу Климову было присвоено почётное звание «Заслуженный артист РСФСР».
Скоропостижно скончался 1 сентября 1975 года в Таганроге, исполняя роль Антона Павловича Чехова, приветствовавшего первоклассников во время торжественной церемонии открытия нового здания школы № 2 им. А. П. Чехова. Похоронен в Таганроге на «Аллее Славы» Николаевского кладбища.